# Petar Pavlovic
Petar Pavlovic (* 28. Juli 1997 in Feldkirch) ist ein ehemaliger österreichischer Fußballspieler.

## Karriere

### Verein
Pavlovic begann seine Karriere 2008 beim FC St. Gallen. Er durchlief die ganze Jugendabteilung bei St. Gallen. In der Saison 2014/15 feierte Pavlovic mit der U-18 persönlich ein erfolgreiches Jahr. Er erzielte in 24 Pflichtspielen 20 Tore und war damit der beste Torschütze der Liga. Im selben Jahr wurde er beim internationalen Turnier in Amtzell zum Torschützenkönig gekrönt.
Im Sommer 2015 unterschrieb Pavlovic seinen ersten Vertrag beim FC St. Gallen. Dort rückte er zur Saison 2015/16 in die U-21-Mannschaft auf, für die er im August 2015 gegen den SC Brühl St. Gallen in der Promotion League debütierte. Mit fünf Treffern und vier Assists spielte Pavlovic ein solides Jahr. Zu Saisonende musste man jedoch in die viertklassige 1. Liga absteigen. In der Saison 2016/2017 punktete Pavlovic in 23 Spielen mit acht Treffern und vier Assists, mit denen er erneut auf sich aufmerksam machte.
Zur Saison 2017/18 wechselte Pavlovic nach Österreich zum Zweitligisten SC Austria Lustenau, bei dem er einen bis Juni 2019 gültigen Vertrag erhielt. Dort spielte er aber zunächst für die viertklassige Zweitmannschaft. Im September 2017 gab er schließlich sein Debüt in der zweiten Liga, als er am zehnten Spieltag jener Saison gegen den Floridsdorfer AC in der 63. Minute für Ronivaldo eingewechselt wurde. In jenem Spiel erzielte er in der 88. Minute den Treffer zum 5:0-Endstand. In seiner ersten Saison bei Lustenau kam er insgesamt zu elf Zweitligaeinsätzen, in denen er zwei Treffer erzielte.
Nach der Saison 2018/19 verließ er Lustenau. Daraufhin wechselte er im August 2019 wieder in die Schweiz und schloss sich dem Viertligisten FC Gossau an. Für Gossau kam er bis zum Saisonabbruch nach der Winterpause zu zwölf Einsätzen. Zur Saison 2020/21 wechselte er zum Drittligisten SC Brühl St. Gallen. Für Brühl kam er in zwei Jahren zu 45 Drittligaeinsätzen, in denen er siebenmal traf. Nach der Saison 2021/22 beendete er im Alter von 24 Jahren seine Karriere, um sich auf ein Studium konzentrieren zu können.

### Nationalmannschaft
Am 1. Oktober 2015 wurde er für das U-19-Nationalteam Österreichs nominiert. Am 7. Oktober 2015 feierte Pavlovic sein Debüt gegen die Schweiz. Anschließend nahm er mit seinem Team an der EM-Qualifikation teil, wo er in seinem zweiten Länderspiel 55 Sekunden nach seiner Einwechslung den Siegestreffer erzielte und die Mannschaft sich für die Endrunde qualifizieren konnte.